# Municipio de Castle Rock (Dakota del Norte)
El municipio de Castle Rock (en inglés: Castle Rock Township) es una subdivisión administrativa del condado de Hettinger, en Dakota del Norte, Estados Unidos. Según el censo de 2020, tiene una población de 71 habitantes.

## Geografía
Está ubicado en las coordenadas 46°19′13″N 102°22′14″O / 46.32028, -102.37056. Según la Oficina del Censo de los Estados Unidos, tiene una superficie total de 93.13 km², de la cual 93.09 km² corresponden a tierra firme y 0.04 km² es agua.

## Demografía
Según el censo de 2020, hay 71 personas residiendo en la zona. La densidad de población es de 0.76 hab./km². La totalidad de los habitantes son blancos. No hay hispanos o latinos de ninguna raza viviendo en el área.